# Palazzo Moro Lin (San Marco)

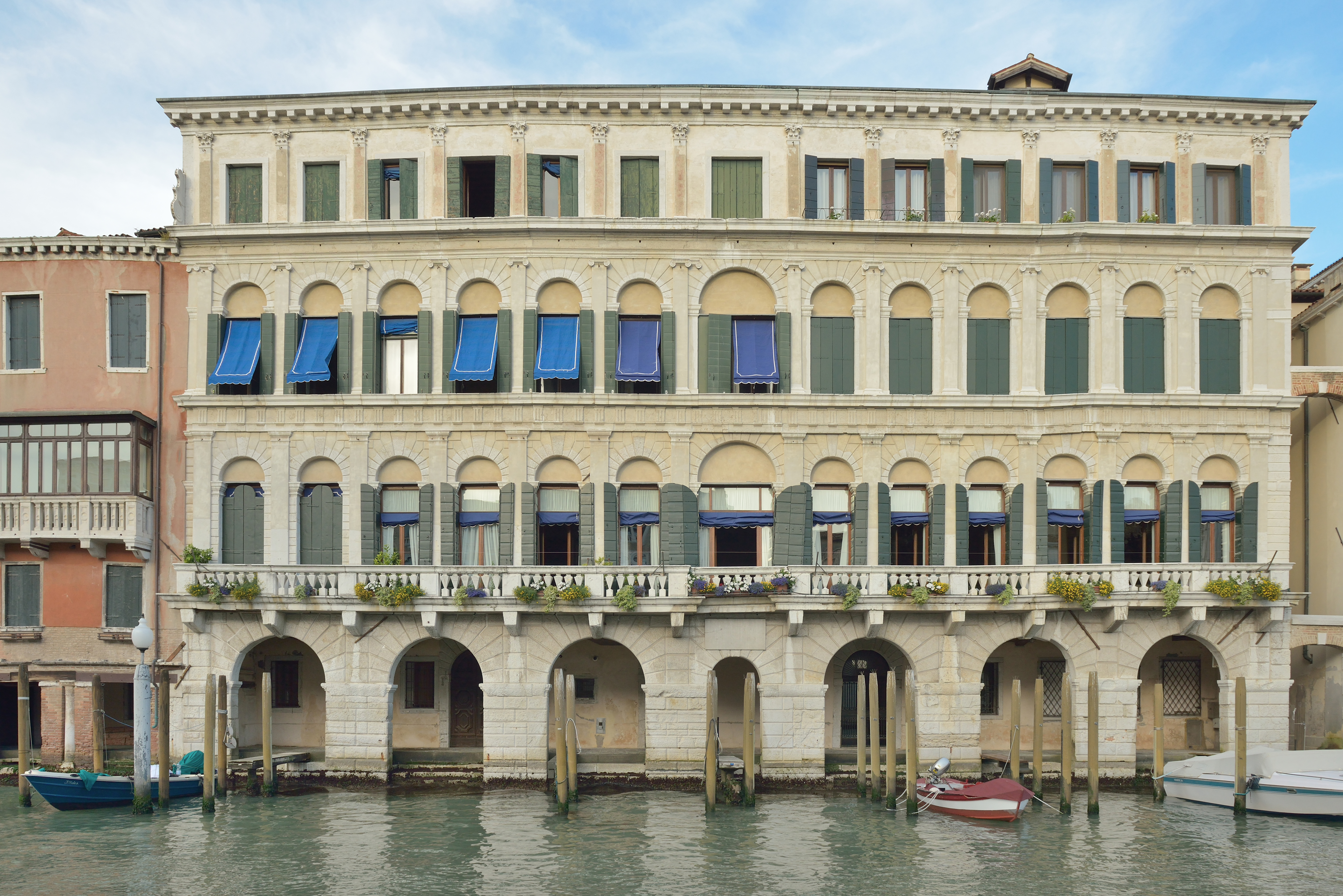
Palazzo Moro Lin

Palazzo Moro Lin (auch Palast der dreizehn Fenster genannt) ist ein Palast in Venedig in der italienischen Region Venetien. Er liegt im Sestiere San Marco mit Blick auf den Canal Grande, zwischen dem Palazzetto Da Lezze und dem Palazzo Grassi, gegenüber dem Palazzo Giustinian.

## Geschichte
Sebastiano Mazzoni erbaute den Palast für den venezianischen Maler Pietro Liberi um 1670. Der Maler starb 1691 und den Palast kaufte Antonio Lin, der ihn mit Fresken, die allerdings heute nicht mehr existieren, und anderen Kunstobjekten versah, und sah außerdem an der Wende vom 17. zum 18. Jahrhundert vor, das Gebäude um ein Geschoss aufzustocken. Um 1942 kaufte der Industrielle Enrico Ghezzi aus Mailand den Palast von der venezianischen Familie Pascalato.

## Beschreibung
Das Gebäude hat vier Stockwerke und die Fassade ist symmetrisch gestaltet. Im Erdgeschoss finden sich sieben Rundbögen zum Canal Grande hin, die ein Protego bilden; der mittlere ist etwas kleiner als die anderen. Die beiden Hauptgeschosse und das dritte Obergeschoss aus dem 18. Jahrhundert haben jeweils 13 Einzelfenster, zwischen denen zur Dekoration Lisenen angebracht sind. Die Fensteröffnungen der Hauptgeschosse sind, wie die im dritten Obergeschoss, rechteckig, jedoch in Rundbogenrahmen eingesetzt, der mittlere jeweils größer als die äußeren. Der Sims, der das erste Obergeschoss vom Erdgeschoss trennt, hat eine Brüstung mit Balustern, wogegen die Dachtraufe gezahnt ist.
Die Fresken von Antonio Bellucci, Antonio Molinari und Gregorio Lazzarini kann man heute noch in den Innenräumen des Palastes sehen.

## Belege
- Marcello Brusegan, I palazzi di Venezia. Newton & Crompton, Rom 2007. ISBN 978-88-541-0820-2.